# Typhonia anasactis
Typhonia anasactis is een vlinder uit de familie van de zakjesdragers (Psychidae). De wetenschappelijke naam van de soort is, als Melasina anasactis voor het eerst geldig gepubliceerd in 1907 door Edward Meyrick. De combinatie in Typhonia werd in 2011 door Sobczyk gemaakt.

## Type
- syntypes: 7 exemplaren, niet gespecificeerd
- instituut: BMNH, Londen, Engeland
- typelocatie: "Ceylon (Sri Lanka), Madulsima, Hapultalta and Peradenyia"